# ولادیسلاوا اورازووا
ولادیسلاوا اورازووا (روسی: Владислава Сергеевна Уразова؛ زادهٔ ۱۴ اوت ۲۰۰۴) ژیمناست هنری اهل روسیه است.